# 東カレリア

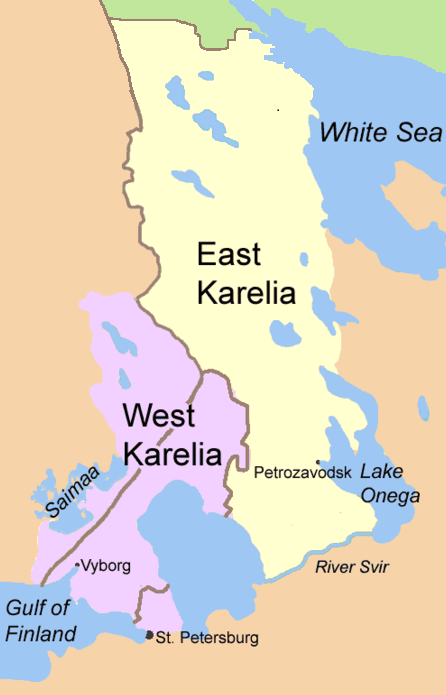
白い部分が東カレリア

東カレリアの旗

東カレリア（フィンランド語: Itä-Karjala）は、フィンランド・ナショナリズムの観点からロシア領カレリア（ロシア・カレリア）を指す歴史的名称である。

## 概要
ロシア・カレリアとは、カレリア地方のうち、1617年にストルボヴァ条約でロシアに割譲された、キリスト教東方正教会の信者の住む土地をいい、おおよそ白海カレリアとオロネツカレリアを合わせた土地である。カレリア全体は西部カレリアと東部カレリアに分けられ、西部は西カレリア、フィンランド領カレリア、スウェーデン領カレリアと呼ばれるようになっていった。東部は現在、ロシアのカレリア共和国の一部となっている。
19世紀初頭、第二次ロシア・スウェーデン戦争の結果、ロシア領となったフィンランドでは、民族意識が覚醒し、ドイツの民俗学の影響下で、詩の採集や編纂が盛んとなった。国家民族主義のフェンノマン党(フィン人の党)はロシア・カレリアをスカンジナヴィア人やスラブ人に"汚染されていない"古き良きフィン人の文化の故郷と見ていた。エリアス・リョンロートは主に白海に近いロシア・カレリア北部の白海カレリア地方に住むカレリア人から、口承民話や神話、民謡などを集め、これは後にフィンランドの叙事詩、カレワラになった。カレワラが知識人に受け入れられ、次いで学校教育によってフィンランド大公国の人々に広まってゆくにしたがい、カレリア人はフィン人と祖先を同じくする近親民族とみなされ、ネイションとしてのフィンランド人の一部であると考えられるようになった。
フィンランドは1917年の10月革命の混乱の中、独立した。このときフィンランド社会には、ロシア・カレリアが「東カレリア」として独立フィンランド国家の一部であるべきとの考えが広まっていた。この頃、フィンランド社会では「東カレリア」という名称が定着した。大フィンランド思想は政治的立場の左右を問わずフィンランド人の多くに支持されていた。フィンランドが独立後、ドイツの支持のもとソヴィエト・ロシアに対する干渉戦争を行った際にはこれが叶う可能性もあったが、ボリシェヴィキ政権の反撃と英仏の介入によって、この試みは御破算となった。しかしその後も、戦間期を通じ、カレリア学徒会（AKS）の活動によって、フィンランド社会では「東カレリア」に対する領土的関心が共有されていた。
このため、ボリシェヴィキ政権は、「東カレリア」に対するフィンランドの領土的関心をかわすため、1920年にフィンランド人社会主義者エドヴァルド・ギッリングを首班とするカレリア労働コミューンをカレリア人の主要居住地域であるロシア・カレリア西部に創設した。これはカレリア人の民族自決を主張することでフィンランドの領土要求を突き崩す狙いがあった。しかし、ギッリングをはじめとして、ソヴィエト・カレリアの統治に携わったフィンランド人社会主義者も、「大フィンランド」的発想のもと、カレリア人地域での教育言語のフィンランド語化など「フィンランド化」政策を進めた。そのため、カレリア語など、カレリア人独自の文化は大テロルによってフィンランド人社会主義者が弾圧された一時期を除いて、スターリン政権下で顧みられることは無かった。
フィンランドにおける大フィンランド思想の高揚は特に継続戦争の際に顕著であり、これはドイツへ援助、援護を行なったことや、カレリア地域には冬戦争前の国境線を越えて進軍したことからも透けて見える。継続戦争中、ロシア・カレリアの大部分はフィンランドに占領された。この戦争は同時にカレリアに住むロシア民族の市民に敵国人としての強制労働や牢獄への抑留などの苦痛を伴わせた。継続戦争後、ソ連の圧力によりAKSは解散させられ、フィンランド国内において、ロシア・カレリアを併合しようという大フィンランド思想は表立って行われることはなくなり、ロシア・カレリアを指して「東カレリア」ということもなくなった。